# Fluttering Hearts
Pour plus de détails, voir Fiche technique et Distribution.
Fluttering Hearts est une comédie du cinéma muet américain réalisée par James Parrott sortie 1927.

## Synopsis
Burress voudrait bien que sa fille se marie et surtout trouve un bon parti, mais elle est bien plus intéressée à faire les soldes... C'est d'ailleurs ainsi qu'elle croise la route du fringant millionnaire Charley et, incidemment, d'un infortuné policier et ils se retrouvent tous les trois à affronter la cohue d'un grand magasin !
Par un concours de circonstances, Charley se retrouve chauffeur du père de la jeune fille, un moyen comme un autre de la courtiser. Big Bill, un malfrat notoire, fait chanter Burress. Charley va se mettre en quatre pour tenter d'aider le père de sa bien-aimée à récupérer une lettre fort compromettante...

## Fiche technique
- Titre original : Fluttering Hearts
- Réalisation : James Parrott
- Scénario : H. M. Walker (intertitres)
- Montage : Richard C. Currier
- Producteur : Hal Roach
- Société de production : Hal Roach Studios
- Société de distribution : Pathé Exchange
- Pays de production :  États-Unis
- Langue : intertitres en anglais
- Format : Noir et blanc - 35 mm - 1,37:1  -  Muet
- Genre : comédie
- Longueur : deux bobines
- Date de sortie :
  - États-Unis : 19 juin 1927

## Distribution
Source principale de la distribution :
- Charley Chase : Charley
- Martha Sleeper : la jeune fille
- Oliver Hardy : Big Bill
- William Burress : le père de la jeune fille
- Eugene Pallette : le flic à moto
- Kay Deslys : la petite amie de Big Bill
- May Wallace : la mère

Reste de la distribution non créditée :
- Edgar Dearing : le prétendant
- Jack Gavin :
- Dick Gilbert : le portier de la boîte
- Charlie Hall : l'homme sous la voiture[2]